# Palazzo Tinghi

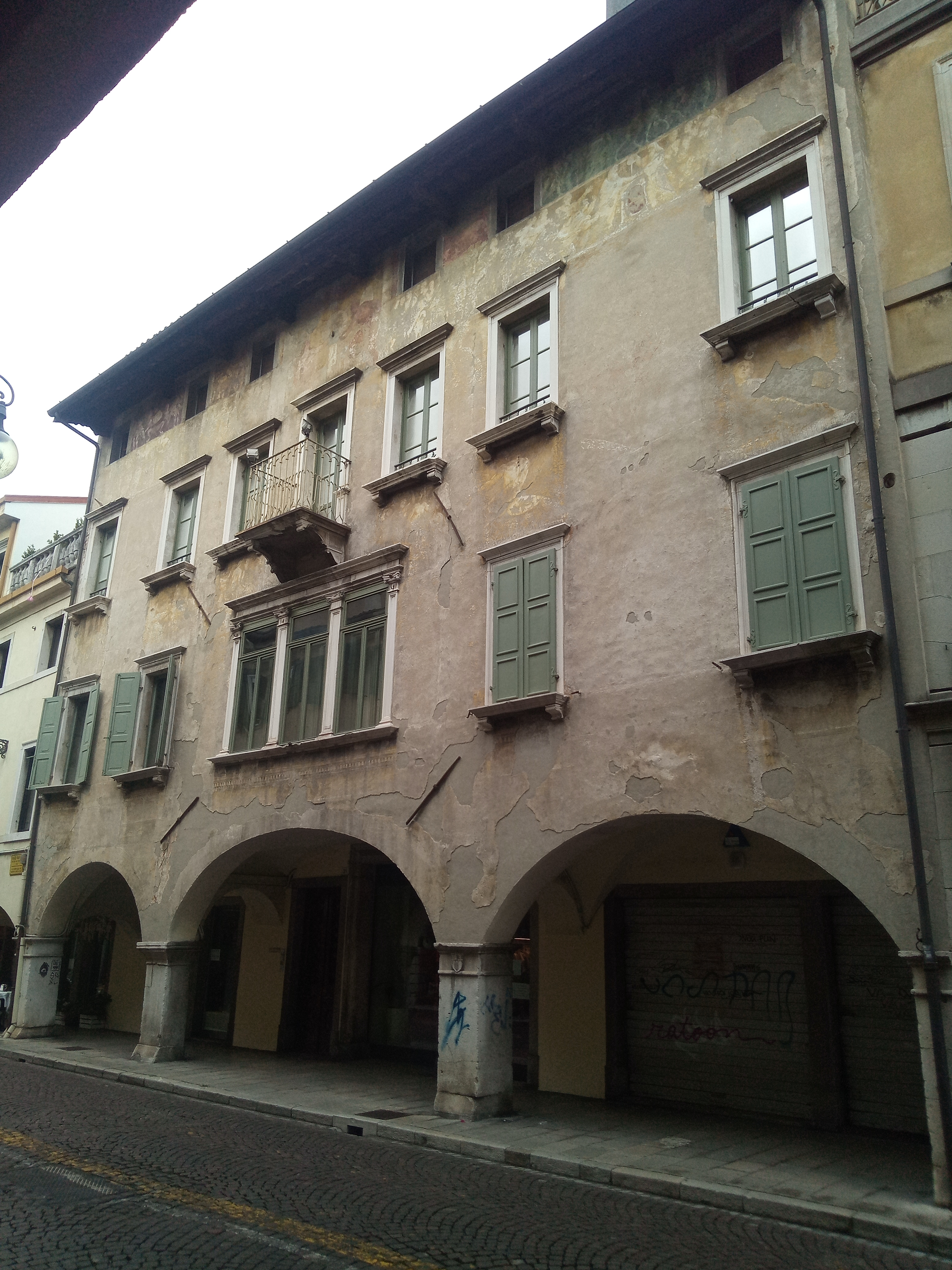
Palazzo Tinghi in Udine

Der Palazzo Tinghi ist ein Palast aus dem 14. Jahrhundert in Udine in der italienischen Region Friaul-Julisch Venetien. Er liegt in der Via Vittorio Veneto, 36.

## Geschichte
Die Familie Tinghi da Bel Monte, die aus Siena stammte, siedelte sich um 1320 in Udine an. Von ihr gingen bedeutende Persönlichkeiten des zivilen und religiösen Lebens im Friaul aus. Im 16. Jahrhundert hatte sie enge Verbindungen zum Kardinal Pompeo Colonna, der von Kaiser Karl V. zum Vizekönig von Neapel ernannt wurde. Das Gebäude aus dem 14. Jahrhundert, das im Laufe der Jahrhunderte durch viele Hände ging, wurde in den ersten Jahren des 16. Jahrhunderts zu seiner heutigen Form umgebaut. In den Jahren 1532 und 1533 wurde der Maler Giovanni Antonio de’ Sacchis, der am Gipfel seiner Berühmtheit „Il Pordenone“ genannt wurde, gerufen, damit er die gesamte Fassade des Wohnhauses mit Fresken versehe. Das komplexe Dekorationsstück mit von der Gigantomachie inspirierten Szenen, ein Thema, das auf die mit Karl V. verbundenen politischen und militärischen Ereignisse anspielt, erregte breite Resonanz, so sehr, dass Giorgio Vasari ihm in seinen Vete de’ più eccellenti pittori, scultori e architettori eine ausführliche Beschreibung widmete, bald gefolgt von Ridolfi. Auf den Flächen, die durch die doppelte Anordnung von mit Architraven versehenen Fenstern über den Arkadenbögen gekennzeichnet sind, mit dem Dreifachfenster im ersten Obergeschoss und dem Balkon im zweiten, komponierte der Künstler ein dichtes Netz aus allegorisch-mythologischen Episoden. Heute sind die Fresken stark ruiniert, waren aber Ende des 19. Jahrhunderts noch größtenteils entzifferbar, sodass Giovanni Battista Cavalcaselle eine genaue Beschreibung lieferte:

“Vedesi nella parte superiore, nel mezzo, una colonna, e sopra un capitello c’è un cappello da cardinale, e ai lati della colonna una Sirena e un Nettuno. Fra le finestre fece dei finti bassorilievi con serene e mostri che scherzano, coloriti con verde sopra fondo giallo chiaro. Più in basso fece dei finti bassorilievi ove dipinse degli uomini che conducono a sacrificare gli animali, seguiti da molta gente, e d’innanzi all’ara i Sacerdoti in atto di pregare o di sacrificare, anche questi dipinti sono a chiaro scuro ed in gran parte mancano del colore. Sotto nei tre campi più grandi, ove in uno c’erano i giganti fulminati da Giove e il combattimento loro, poco o nulla si scorge: e oltre di ciò nel mezzo della facciata, furono aperte posteriormente tre finestre che hanno mutilato il dipinto. Nel terzo campo rimane ancora parte del fresco dell’Olimpo, con due giganti che, con bastoni in mano, stanno in atto di percuotere Diana. Tra le finestre del secondo piano rimangono parte delle finte nicchie, cogli avanzi di alcune figure allegoriche, di Diana, di Nettuno, del dio Pane e di Minerva. Sotto nel cornicione sono dei finti basso rilievi come combattimenti a chiaroscuro sopra fondo giallo chiaro: e fra ilo muro sopra gli archi retti da colonne che sostengono la facciata, sono gli avanzi di teste d’imperatori romani a chiaro scuro.“

(dt.: „Man sieht im oberen Teil in der Mitte eine Säule und über einem Kapitell gibt es einen Kardinalshut und auf den Seiten der Säule eine Sirene und einen Neptun. Zwischen den Fenstern machte er falsche Halbreliefs mit scherzenden Sirenen und Monstern, grün gefärbt auf hellgelbem Grund. Weiter unten machte er falsche Halbreliefs, auf denen er Männer malte, die gerade Tiere opfern, gefolgt von vielen Leuten, und vor dem Altar die Priester beim Beten oder Opfern; auch diese sind in Chiaroscuro gemalt und vielfach fehlt die Farbe. Unter den drei größten Feldern, in einem von denen die Riesen waren, die von Jupiter mit einem Blitz niedergestreckt wurden, und ihr Kampf, ist wenig oder nichts zu sehen: Und darüber hinaus wurden in die Mitte der Fassade später drei Fenster eingesetzt, die das Bild verstümmelt haben. Im dritten Feld verbleibt noch ein Teil des Freskos des Olymp mit zwei Riesen, die mit Stöcken in den Händen gerade dabei sind, Diana zu schlagen. Zwischen den Fenstern des zweiten Obergeschosses ist noch ein Teil der falschen Nischen mit den Resten einiger allegorischer Figuren erhalten, wie der Diana, des Neptun, des Gottes Pan und der Minerva. Unterhalb des Traufgesimses sind drei falsche Halbreliefs, wie Kämpfe in Chiaroscuro auf hellgelbem Grund: Und zwischen der Wand über den Bögen, die von Säulen getragen werden, die die Fassade tragen, sind die Reste der Köpfe römischer Kaiser in Chiaroscuro.“)

Im ersten Obergeschoss wurde 1535 ein Raum von Pomponio Amalteo (1505–1588) dekoriert. Auf einem Untergrund von falschen Ziegeln sind Amoretten gemalt, die zwischen Zweigen und fantastischen Tieren spielen. In der Mitte dreier Wand sind Szenen des Landlebens dargestellt, während auf der vierten, zur Straße hin, die Verkündigung des Herrn abgebildet ist.
Von 1795 bis 1812 war in dem Haus das Hotel Croce di Malta untergebracht, das eine wichtige Rolle in der Geschichte des alten Udine spielte und dann in die Via Rialto verlegt wurde. In den 1820er-Jahren wurde das erste Obergeschoss in klassizistischem Stil umgebaut. Im Durchgangssalon, dem Herzstück des Palastes, findet sich eine Kreidezeichnung von Antonio Marsure (1807–1884), auf dem der Tod des Epaminondas dargestellt ist und das in den Jahren 1828–1829 geschaffen wurde. Dieses Werk wurde bereits im Guida di Udine von Ludovico Rota aus dem Jahr 1847 erwähnt:

“Havvi in plastica il bellissimo saggio fatto dal bravo Marsure Antonio di Pordenone pel gran premio di Milano. Rappresenta egli la morte di Epaminonda sulla cui faccia trapela la gioia per l’annunzio della riportata vittoria e per la vista del recuperato suo scudo, ed in pari tempo lo acerbissimo dolore cagionatogli dal mortal dardo che colla più scrupolosa attenzione strappagli dal petto il chirurgo, l’attitudine delle braccia dell’Eroe, gli atteggiamenti de’ personaggi secondari hanno la più viva espressione. Il tutto è una vera tragedia.“

Die Kreidezeichnung von Marsure ist, wie Maurizio Buora schreibt, das einzige seiner Werke, das in Udine erhalten ist. Der Adelssalon mit der Kreidezeichnung zeigt auch die für den Klassizismus typische Aufteilung der Wände; dies begleitet und schließt auch die Gemälde aus dem 16. Jahrhundert an den Türen ein. Ei kleiner Raum zeigt eine Decke, auf die ein falsches Tonnengewölbe mit seitlichen Segeln, die die Lünetten umgeben, gemalt ist. Die bildliche Dekoration unterteilt sie in vieleckige Gemälde (Rauten und Fünfecke) in pflanzlichen Rahmen und mit umschließenden, dekorativen Motiven, kleinen Tempeln, Edelsteinen usw., im Wechsel mit symbolischen Figürchen, die auf die Künste anspielen. Stilistische Gründe und Übereinstimmungen bei den Daten lassen uns glauben, dass die Dekorationen Werke von Giuseppe Bosato (1770–1849) sind, die in Verbindung mit der Platzierung der Kreidezeichnung von Marsure geschaffen wurden.